# Коптяев, Александр Петрович
Александр Петрович Коптяев (1868 — 1941) — музыковед и композитор.
Главные труды: «Новая русская музыка с культурной точки зрения» («Северн. Вестн.», 1897, I), «Ц. Кюи, как фортеп. композитор» («Русская Муз. Газ.», 1895, X — XI; изд. отдельно); «Духовные оперы Ант. Григ. Рубинштейна» («Рус. Муз. Газ.», 1896, Х — XI); из композиций — «Восточные танцы», «Элегическая поэма» (для оркестра), сюита для фортепиано, «Scènes du bal masqué», прелюдии, мазурки, ноктюрны, романсы.